# Masami Tanaka (pływaczka)
Masami Tanaka (jap. 田中雅美 Tanaka Masami; ur. 5 stycznia 1979 w Hokkaido) – japońska pływaczka, brązowa medalistka Letnich Igrzysk Olimpijskich w Sydney w sztafecie pływackiej 4 x 100 m stylem zmiennym.